# 아리스 리마솔 FC
아리스 리마솔(그리스어: Άρης Λεμεσού)은 리마솔 시를 연고로 하는 키프로스의 프로 축구 클럽이자 키프로스 축구 협회 창립을 주도한 클럽 중 하나이다. 현재 키프로스 최상위 리그인 키프로스 1부 리그에 참가하고 있다.

## 선수 명단

### 현역
참고: FIFA 자격 규정에 따라 소속된 국가대표팀 국기를 표시합니다. 선수는 복수의 FIFA 비회원국 국적을 가지고 있을 수 있습니다.
| 번호 | 포지션 | 국적              | 이름              |
| ---- | ------ | ----------------- | ----------------- |
| 21   | FW     | 남아프리카 공화국 | 미흘랄리 마얌벨라 |
| 23   | MF     |                   | 카롤 스트루스키   |
| 29   | FW     |                   | 데니스 가우스타드 |

| 번호 | 포지션 | 국적 | 이름 |
| ---- | ------ | ---- | ---- |

## 역대 감독
| 감독                  | 임기   |
| --------------------- | ------ |
| 알렉세이 슈필레프스키 | 2022 ~ |

틀:아리스 리마솔 FC
틀:아리스 리마솔 FC 감독